# Baron Herschell

Wappen der Barons Herschell

Baron Herschell, of the City of Durham, war ein erblicher britischer Adelstitel in der Peerage of the United Kingdom.
Der Titel wurde am 8. Februar 1886 für den Juristen und liberalen Politiker Sir Farrer Herschell geschaffen, anlässlich seiner Ernennung zum Lordkanzler. Der Titel erlosch beim Tod seines Enkels, des 3. Barons, am 26. Oktober 2008.

## Liste der Barons Herschell (1886)
- Farrer Herschell, 1. Baron Herschell (1837–1899)
- Richard Farrer Herschell, 2. Baron Herschell (1878–1929)
- Rognvald Richard Farrer Herschell, 3. Baron Herschell (1923–2008)